# IC 4961
IC 4961 ist eine Balken-Spiralgalaxie vom Hubble-Typ SBd im Sternbild Teleskop am Südsternhimmel. Sie ist schätzungsweise 199 Millionen Lichtjahre von der Milchstraße entfernt.
Das Objekt wurde im Jahre 1899 von DeLisle Stewart entdeckt.